# Marija Kuzniecowa (zapaśniczka)
Marija Siergiejewna Kuzniecowa (ros. Мария Сергеевна Кузнецова; ur. 17 grudnia 1997) – rosyjska zapaśniczka startująca w stylu wolnym. Zajęła dziesiąte miejsce na mistrzostwach świata w 2018. Brązowa medalistka mistrzostw Europy w 2019 i 2020, a także  igrzysk europejskich w 2019. Piąta w indywidualnym Pucharze Świata w 2020. Wicemistrzyni igrzysk wojskowych w 2019. 
Trzecia na MŚ juniorów w 2015 i U-23 w 2018. Mistrzyni Europy juniorów w 2017; trzecia w 2016. Mistrzyni Europy U-23 w 2018 i 2019; trzecia w 2017. Mistrzyni Rosji w 2018 roku.